# Allobates melanolaemus
Allobates melanolaemus (Grant & Rodríguez, 2001) è un anfibio anuro appartenente alla famiglia degli Aromobatidi.

## Etimologia
L'epiteto specifico, dal greco melanos («nero») e laemos («gola»), si riferisce alla gola nero scuro dei maschi di questa specie.

## Distribuzione e habitat
È endemica del bacino del Rio Napo nella provincia di Maynas, regione di Loreto in Perù. Essa si trova a 200 m di altitudine.